# Lopezus nanus
Lopezus nanus är en insektsart som beskrevs av Krivokhatsky 1990. Lopezus nanus ingår i släktet Lopezus och familjen myrlejonsländor. Inga underarter finns listade i Catalogue of Life.